# Louis Garrel
Louis Garrel, nascut el 14 de juny de 1983 a París, és un actor, director i guionista francès. Fill dels realitzadors Philippe Garrel i Brigitte Sy, va donar els seus primers passos en el cinema actuant a les pel·lícules del seu pare, abans de donar-se a conèixer al gran públic amb Els somiadors (2003) de Bernardo Bertolucci. Va obtenir el César com Actor més prometedor, tres anys després, a Les amants réguliers.

## Biografia
Va debutar amb cinc anys a Les Baisers de secours (1989) a les ordres del seu pare. Més endavant, es va formar al Conservatori Nacional Superior d’Art Dramàtic.
Després de Dreamers de Bertolucci, junt amb Eva Green, pel·lícula que va fer conèixer internacionalment als dos joves francesos, Garrel es va convertir en l'actor fetitxe del realitzador Christophe Honoré, amb qui va col·laborar sis vegades: Ma mere (2004), adaptació de la novel·la homònima de Georges Bataille amb Isabelle Huppert, Dans Paris (2006), al costat de Romain Duris, Les Chansons d'amour (2007), on va revelar el seu talent com a cantant, La Belle Personne (2008), adaptació lliure de La Princesse de Clèves de Madame de La Fayette, Non ma fille tu n'iras pas danser (2009) i, finalment, Les Bien-aimes (2011).
Ha actuat com a actor sota la direcció de nombrosos cineastes francesos i estrangers reconeguts com Maïwenn, Arnaud Desplechin, Michel Hazanavicius, Valeria Bruni Tedeschi, Martin Bourboulon, Xavier Dolan, Woody Allen, Greta Gerwig i Roman Polanski. Va ser nominat sis vegades als premis César: quatre vegades al César al millor actor secundari i dues vegades al César al millor actor. Com a director, ha realitzat quatre llargmetratges: Les Deux Amis (2015), L'Homme fidèle (2018), La Croisade (2021) i L'Innocent (2022).
L'octubre de 2022 va ser membre del jurat del 17è Festival Internacional de Cinema de Roma, presidit per Marjane Satrapi. El 2023 va guanyar el César al millor guió original, amb Tanguy Viel i Naïla Guiguet, per L'Innocent.

### Vida privada
Després de cinc anys de relació, es va separar el 2012 de Valeria Bruni-Tedeschi, amb qui va adoptar una filla el 2009. A l'any 2014, va tenir una aventura sentimental amb l'actriu Golshifteh Farahani. Des del 2015, manté una relació amb l'actriu i model Laetitia Casta amb qui es va casar a Còrsega el 2017, abans de tenir un fill a l'any 2021.

## Filmografia
- Les Baisers de secours (1989) de Philippe Garrel
- The Dreamers (2003) de Bernardo Bertolucci
- Ma mère (2004) de Christophe Honoré
- Les Amants réguliers (2005) de Philippe Garrel
- Dans Paris (2006) de Christophe Honoré:
- Actrices (2007) de Valeria Bruni-Tedeschi
- Les Chansons d'amour (2007) de Christophe Honoré
- La Belle Personne (2008) de Christophe Honoré
- La Frontière de l'aube (2008) de Philippe Garrel
- Non ma fille tu n'iras pas danser (2009) de Christophe Honoré
- Le Mariage à trois (2010) de Jacques Doillon
- Les Amours imaginaires (2010 ) de Xavier Dolan
- Les Bien-aimés (2011) de Christophe Honoré
- Un été brûlant (2011) de Philippe Garrel
- Les Coquillettes (2012) de Sophie Letourneur
- Un château en Italie (2013) de Valeria Bruni Tedeschi
- La Jalousie (2013) de Philippe Garrel
- Saint Laurent (2014) de Bertrand Bonello
- L'Astragale (2015) de Brigitte Sy
- Mon roi (2015) de Maiwenn
- Les Deux Amis (2015) de Louis Garrel
- Mal de pierres (2016) de Nicole Garcia
- Planetarium (2016) de Rebecca Zlotowski
- Les Fantômes d'Ismaël (2017) d'Arnaud Desplechin
- Le Redoutable (2017) de Michel Hazanavicius
- Un peuple et son roi (2018) de Pierre Schoeller
- L'Homme fidèle (2018) de Louis Garrel
- Little Women (2019) de Greta Gerwig
- J'accuse (2019) de Roman Polanski
- ADN (2020) de Maïwenn
- Rifkin's Festival (2020) de Woody Allen
- The Story of my Wife (2020) d'Ildikó Enyedi
- Mon légionnaire (2021) de Rachel Lang
- La Croisade (2021) de Louis Garrel
- L'ombra di Caravaggio (2022) de Michele Placido
- L'Envol (2022) de Pietro Marcello
- L'Innocent (2022) de Louis Garrel
- Les Amandiers (2022) de Valeria Bruni Tedeschi
- Coma (2022) de Bertrand Bonello
- Les Trois Mousquetaires: D'Artagnan (2023) de Martin Bourboulon
- Les Trois Mousquetaires: Milady (2023) de Martin Bourboulon
- Le Grand Chariot (2023) de Philippe Garrel